# Strana soukromníků České republiky
Strana soukromníků České republiky (zkratka Soukromníci) je česká středopravicová konzervativní politická strana. Orientuje se na živnostníky a střední třídu. Vznikla v roce 2009 a hlásí se k odkazu prvorepublikové Československé živnostensko-obchodnické strany středostavovské a ke Straně podnikatelů, živnostníků a rolníků ČR, která působila v první polovině 90. let.
Strana v minulosti udržovala bližší vztahy s ODS, jejíchž sjezdů se zástupci strany účastnili jako hosté, a také s hnutím Trikolóra.
Strana usiluje o vytvoření sjednoceného středopravicového volebního bloku,[zdroj?] v roce 2016 se spojila se Stranou svobodných občanů do krajských voleb, v roce 2021 pak do sněmovních voleb s uskupením Trikolora Svobodní Soukromníci. Tuto formaci strana v dubnu 2022 opustila, mimo jiné kvůli negativnímu vztahu Trikolory ke členství ČR v Evropské unii a NATO.

## Volby
Strana soukromníků postavila samostatnou kandidátku ve volbách do Evropského parlamentu v roce 2009, která získala 4 544 hlasů (0,19 %) a žádný mandát.
Před volbami do Poslanecké sněmovny v roce 2010 vyzvalo vedení strany k volbě Občanské demokratické strany.
Ve volbách do zastupitelstev krajů v roce 2012 uzavřela v Libereckém kraji koalici s KDU-ČSL. Ve Zlínském kraji získal její člen Petr Thaisz mandát na kandidátce KDU-ČSL. Strana v této době odmítala spolupráci s TOP 09, ČSSD a KSČM.
Po neúspěšných jednáních o širším volební bloku předseda strany Rostislav Senjuk deklaroval, že strana půjde do voleb do Poslanecké sněmovny v roce 2013 samostatně ve všech krajích. Na kandidátkách figurovali členové a bývalí poslanci za stranu LIDEM Dagmar Navrátilová, Viktor Paggio, Jiří Rusnok, Jiří Mikl, Pavel Michalík, Radek Haviger a Viktor Mládek. Celkem kandidátka obdržela 13 041 hlasů (0,26 %) a žádný mandát.
Ve volbách do Evropského parlamentu v roce 2014 kandidovali dva členové Soukromníků (Bedřich Danda na druhém a Petr Thaisz na čtvrtém místě) na kandidátce Občanské konzervativní strany.
Ve volbách do Senátu 2014 byl zvolen její kandidát v obvodu č. 81 - Uherské Hradiště Ivo Valenta. Po vítězství v prvním kole (14 071 hlasů, tj. 31,1%) porazil ve druhém kole protikandidáta za KDU-ČSL Pavla Botka (11 660 hlasů, tj. 54,17 %). Ve volbách v roce 2020 již mandát neobhájil.
Ve volbách do zastupitelstev obcí v roce 2018 Soukromníci kandidovali v Brně v koalici s hnutím Slušní lidé.
Ve volbách do Poslanecké sněmovny v roce 2021 členové strany společně se stranou Svobodní kandidovali na kandidátkách hnutí Trikolóra, které změnilo svůj název na Trikolora Svobodní Soukromníci, získalo 2,76 % hlasů a nepřekonalo 5% volební klauzuli pro vstup do sněmovny.
V prezidentských volbách v roce 2023 strana podporovala zvoleného prezidenta Petra Pavla.
Ve volbách do Evropského parlamentu v roce 2024 členové strany kandidovali na kandidátce strany Svobodní.
Ve volbách do zastupitelstev krajů v roce 2024 strana v Moravskoslezském kraji podporovala kandidátku ČSSD – České suverenity sociální demokracie.
Ve volbách do Poslanecké sněmovny v roce 2025 Soukromníci podpořili stranu Motoristé sobě.